# 72 Ophiuchi
Désignations
72 Ophiuchi (en abrégé 72 Oph) est une étoile binaire de la constellation d'Ophiuchus. Sa magnitude apparente combinée est de 3,73. D'après la mesure de sa parallaxe annuelle par le satellite Hipparcos, le système est situé à environ 87 années-lumière de la Terre. Il se rapproche du Système solaire à une vitesse radiale de −24 km/s.
Sa composante primaire, désignée 72 Ophiuchi A, est une étoile blanche de la séquence principale de type spectral A5V. Elle présente un excès d'émission dans l'infrarouge, ce qui suggère la présence d'un disque de débris dans le système. Il orbite autour de l'étoile à une séparation moyenne de 83 ua environ et sa température est de 60 K.
L'étoile secondaire, désignée 72 Ophiuchi B, est une étoile de quatorzième magnitude localisée à une distance angulaire de 25 secondes d'arc de 72 Ophiuchi A.